# Landschaftsschutzgebiet Rosengarten–Kiekeberg–Stuvenwald
Das Landschaftsschutzgebiet Rosengarten–Kiekeberg–Stuvenwald erstreckt sich über die Harburger Berge von Neu Wulmstorf und der Landesgrenze zu Hamburg im Norden bis nach Buchholz in der Nordheide im Landkreis Harburg in Niedersachsen. Es liegt damit in den Gemeinden Neu Wulmstorf, Wenzendorf, Rosengarten und Seevetal, der Samtgemeinde Hollenstedt, sowie in der Stadt Buchholz in der Nordheide.
Mit seiner Erstausweisung 1965 gehört das LSG zu den ältesten Schutzgebieten des Landkreises.
Ein zentral gelegenes Areal besonderer Bedeutung wurde als NSG Buchenwälder im Rosengarten ausgewiesen.
Am Südende wird das LSG seit 2011 durch die  Nordeuropäische Erdgasleitung (NEL) durchquert.
Der Landkreis Harburg gab im Mai 2019 bekannt, das bestehende Landschaftsschutzgebiet neu ausweisen, um die Verordnungsinhalte an geltendes Recht anzupassen und dabei auch Schutzgebietsgrenzen an tatsächliche Gegebenheiten anzupassen. Hierdurch verringert sich die Schutzfläche. Das Niedersächsische Ministerium für Umwelt, Energie und Umweltschutz gibt auf seiner Kartenanwendung den Stand vom 26. Oktober 2021, der zum 1. Dezember 2021 in Kraft trat.